# Tumor
Tumor, odnosno neoplazma ili novotvorina, označava skup promenjenih ćelija koje pokazuju nepravilan i progresivan rast. Tumorske bolesti imaju ozbiljnu prognozu, a neke su opasne po život, te su danas aktuelna tema zbog traženja novih načina lečenja. Reč „tumor” na latinskom jeziku označava oteklinu koja je nastala povećanjem tkiva ili organa zbog bujanja ćelija ili otoka (edema) tkiva zbog zadržavanja tečnosti ili krvarenja unutar tkiva. Danas se taj pojam uvrežio najviše kao oznaka za novotvorinu odnosno neoplaziju.

## Pojam novotvorine
Pojam „novotvorina” označava novonastalu tvorevinu u organizmu koja je nastala kao posledica različitih unutrašnjih i spoljnih faktora koji deluju na organizam. Može se definisati i kao abnormalna nakupina tkiva čiji je rast nesvrsishodan, autonoman i nadmašuje rast normalnog tkiva, te nastavlja da raste i nakon prestanka uzroka, koji je praktično nepoznat. Novonastale ćelije se od polaznih ćelija razlikuju i strukturno i funkcionalno, ali se u većini slučajeva može prepoznati od koje vrste ćelija ili tkiva je nastao tumor. U osnovi, novotvorine nastaju kad se izgubi normalna regulacija kontrolnih mehanizama rasta ćelija.

## Podela novotvorina
Tumori mogu biti maligni (zloćudni) i benigni (dobroćudni). Razlika između njih je u agresivnosti rasta, te u tome što maligni daju metastaze i šire se u okolinu, infiltrirajući se u okolno tkivo, dok benigni tumori ne daju metastaze na druge organe i ne infiltriraju se u okolno zdravo tkivo, već ga potiskuju odnosno rastu ekspanzivno. Tumori predstavljaju ograničenu izraslinu nastalu bujanjem tkiva koja s naziva neoplazija. 
Rak (lat. cancer - rak rana, neizlečiva rana) predstavlja zloćudni oblik novotvorine. Zloćudnost ili malignost nekog tumora odnosi se na svojstvo tog tumora da invadira i razara okolno tkivo i da stvara udaljene metastaze u organizmu, te kao posledica nastupa smrt. Dijagnoza zloćudnog tumora ne podrazumeva smrt. Pravodobnom dijagnozom, i dobrim odabirom terapije izlečenje je kod nekih malignih tumora moguće.

### Dobroćudne novotvorine
- Dobroćudni tumori vezivnog porekla su fibromi sačinjeni od fibrocita, lipomi sačinjeni od lipocita i hondromi sačinjeni od hondrocita.
- Hemangiomi i limfangiomi su tumori koji vode poreklo iz krvnih i limfnih žila.
- Leiomiomi su novotvorine kojima početne ćelije čine glatke mišićne ćelije, a rabdomiomi vode poreklo od poprečnoprugastih mišićnih ćelija.
- Adenomi su dobroćudni tumori epitelnog porekla građeni od dobro diferenciranih epitelnih ćelija koje grade žlezdana tkiva vrlo slična normalnim egzokrinim ili endokrinim žlezdanim strukturama.
- Cistadenomi su dobroćudne novotvorine žlezdanog porekla u kojima se nalaze šupljine različite velike, a tipično se razvija u jajnicima. Ako u šupljini strše papilarni izdanci tumor se naziva cystadenoma papillare.
- Papilom je dobroćudna novotvorina koja raste sa površine epitela, a stvara mikroskopski i makroskopski, duge i tanke izdanke te su resičastog oblika.
- Polip je novotvorina koja se izbočuje iznad površine sluznice, a sa peteljkom je povezana sa samom sluznicom. Maligni potencijal češće imaju papilomi nego polipi.

### Zloćudne novotvorine
- Karcinomi su zloćudne novotvorine poreklom iz epitelnih ćelija, a mogu biti poreklom iz sva tri zametna listića.
- Adenokarcinom označava tumor u kojem zloćudne tumorske ćelije epitelnog porekla rastu stvarajući žlezdane tvorevine.
- Planocelularni karcinom je karcinom nastao iz pločastog epitela.
- Hepatocelularni karcinom je karcinom nastao iz jetrenih ćelija.
- Anaplastični karcinom je karcinom koji sadrži isključivo nediferencirane ćelije.
- Karcinoma in situ (CIS) - tumorska tvorevina mikroskopske debljine, koja se nalazi samo u epitelnom sloju tkiva, i ne probija bazalnu membranu epitela. Ima potencijal probijanja membrane i invazivnog rasta.
- Sarkomi su zloćudni tumori koji potiču iz mezenhima ili njegovih derivata (liposarkom, fibrosarkom, leiomiosarkom, rabdomiosarkom).
- Leukemija je zloćudna bolest, a maligne ćelije potiču iz ćelija krvotvornih organa koje cirkulišu u krvi.[9][10]

## Patohistološka obeležja novotvorina

### Diferencijacija i anaplazija
Anaplazija predstavlja nezrelost tumorskih ćelija, ona je u kod svih tumora izražena. Kod nekih je u manjoj, a kod nekih u većoj meri. Maligni tumori imaju veći stepen anaplazije što ih čini veoma malignim. Kod benignih tumora, ona je manje izražena. Što je anaplazija veća, tumor je maligniji i opasniji. Kod nezrelih sarkoma, anaplazija je najizraženija, zbog čega su oni veoma opasni, brzo rastu, dele se, sačinjeni su od ćelija koje gotovo nikad ne sazrevaju. Stvaraju recidiv, infiltrišu tkivo i brzo stvaraju metastaze.

### Makroskopski izgled tumora
Tumori su različite građe koja zavisi od tkiva iz kog potiče. Konzistencija je različita. Tumor može biti tvrd ukoliko preovlađuje stroma, i mekši ukoliko preovlađuje parenhim. Ukoliko je anaplazija prisutna u većem stepenu, tumor je poput nedefinisane mase. Različitog je oblika (loptasti, okrugli, u vidu čvorova, nedefinisanih masa). Veličina je različita, mogu biti veličine zrna graška, ali i veličine čovečije glave (lipom, fibrom, miom ). Neki rastu pojedinačno,a neki u velikom broju, na desetine (miom).

### Mikroskopska građa tumora
Osnovu svakog tumora čini vezivna mreža-stroma. Ona daje potporu tumoru i u njoj se nalaze krvni sudovi (za ishranu) i nervi. Stroma je kod svih tumora ista. Između strome, nalaze se ćelije neoplastičnog tkiva, koje imaju karakterističnu građu i nose sve osobine tumora. Parenhim daje specifičnost svakom tumoru i nastao je proliferacijom ćelija tkiva iz kog je tumor potekao. Prema parenhimu se određuje poreklo tumora, ali kod malignih je veoma teško utvrditi.

### Metastaziranje
Metastaze su sekundarno nastale promene, presadnice koje nisu u dodiru s primarnim tumorom i nalaze se u udaljenim tkivima. Metastaziranje je jedan od najvažnijih karakteristika zloćudnosti, iako svi zloćudni tumori ne metastaziraju.

### TNM klasifikacija
Jedan od načina određivanja težine stadijuma raka zasniva se na određivanju veličine primarnog tumora (T), opsega širenja u regionalne limfne čvorove (N) i prisutnosti ili odsutnosti metastaza (M). Osim ovog oblika procene težine bolesti postoje još i histološke i citološke (npr. Papanikolau test ili Papa-test) metode procene
Uzrok najvećeg broja tumora nije poznat. Za određene faktore se danas pouzdano zna da su uzročnici stvaranja tumora, a to su, pušenje, UV zračenje, određeni virusi. Sam proces nastanka tumora događa se već na molekulskom nivou, tj. poremećaji kontrolnih belančevina imaju svoju podlogu u oštećenjima gena koji te proteine i stvaraju. Oštećenje gena može nastati na dva načina: 
1. kao posledica spoljnih kancerogenih faktora (hemijski, fizički, mehanički, virusni agensi
2. kao posledica spontanih mutacija u organizmu.

Nastanak tumora se ne događa u jednom tačno određenom trenutku ili u kratkom vremenskom razdoblju. To je proces koji se sastoji od niza promena na genotipskom i na fenotipskom nivou. Taj niz promena koji vodi od zdravog stanja ćelije do pojave tumora najčešće traje mesecima i godinama. 

### Nastanak tumorske ćelije
Tumorska masa potiče od jedne jedine ćelije. U njoj su se godinama nagomilavale razne mutacije gena odgovornih za reprodukciju i regulaciju rasta same ćelije. Grupe odgovornih gena za regulaciju rasta su
- onkogeni
- tumorski supresorski geni
- geni za proveravanje i popravku DNK

Tumorska masa je dinamična i vrlo heterogena populacija ćelija zbog neprestanog deljenja, nestabilnosti genoma tumorskih ćelija i selekcionog pritiska okoline.
Tokom evolucije ćelija, a u sklopu evolucije živih bića, tokom miliona godina, u ćelijama je sačuvan primarni genetski program (PGP) koji je u osnovi bio program koji je kontrolisao morfologiju i funkciju prvobitnih jednoćelijskih bića. Između ostalog, taj set gena je kontrolisao i anaerobni metabolizam u uslovima kada još nije bilo kiseonika u atmosferi. Na temelju tog programa kasnije se nadogradio set novih gena koji je omogućio novu fazu metabolizma živim bićima uz utrošak i korišćenje kiseonika, ali istovremeno je preko sistema regulatornih gena to prvobitno jednoćelijsko biće inkorporirano u ćelije savremenih somatskih ćelija svih živih bića. Taj set nadograđenih gena se naziva sekundarni vitalni i sekundarni specifični genetski program.
U osnovi kancerogeneze jeste oštećenje ili mutacija gena iz seta sekundarnih vitalnih i specifičnih gena. Njihovim oštećenjem, postepeno se od kontrole ili inhibicije oslobađaju geni primarnog genetskog programa što u suštini znači da se normalna somatska ćelija pretvara u malignu tumorsku, odnosno kancersku ćeliju. Zato se može reći da je kancerogeneza u suštini oslobađanje primarnog genetskog programa jednoćelijskog prapretka od kontrolnih genetskih mehanizama genetske i evolutivne nadgradnje.

## Klinička obeležja tumora

### Tumorska kaheksija
Kaheksija je teško i iscrpljujuće stanje celokupnog organizma koje se javlja u krajnjim stadijima raka, a karakterizirano je padom telesne težine, opštom slabošću, malaksalošću.

### Paraneoplastični sindrom
To je skup simptom i znakova bolesti koji nisu deo kaheksije i ne mogu se objasniti bilo lokalnim, bilo udaljenim rastom tumora, bilo njegovom hormonskom aktivnošću. Najčešće se javlja kao hiperkalcemija i Kušingov sindrom.

## Prognoza bolesti
Dobroćudni tumori su najčešće promene s dobrom prognozom za život. Zloćudne promene mogu biti izlečiva bolest, ako se otkriju u ranom stadiju i ako odmah zatim usledi odgovarajuća terapija. Terapija malignih tumora često ne uspeva u potpunosti da izleči bolest, ali može produžiti životni vek, najčešće se radi o nekoliko godina života. Ohrabrujući rezultati na polju lečenja malignih tumora tokom zadnjih dekada govore u prilog aktivnoj borbi protiv zloćudnih tumora.

## Literatura
- Bast RC, Croe CM, Hait WN, Hong WK, Kufe DW, Piccart-Gebhart M, Pollock RE, Weichselbaum RR, Yang H, Holland JF (2016). Holland-Frei Cancer Medicine. Wiley. ISBN 978-1118934692.
- Kleinsmith LJ (2006). Principles of cancer biology. Pearson Benjamin Cummings. ISBN 978-0805340037.
- Mukherjee, Siddhartha (2010). The Emperor of All Maladies: A Biography of Cancer. Simon & Schuster. ISBN 978-1439107959. Приступљено 7. 8. 2013.
- Pazdur R, Camphausen KA, Wagman LD, Hoskins WJ (2009). Cancer Management: A Multidisciplinary Approach. Cmp United Business Media. ISBN 978-1891483622. Tumor на веб-сајту Гугл књиге. Архивирано из оригинала 15. 5. 2009. г.
- Tannock I (2005). The basic science of oncology. McGraw-Hill Professional. ISBN 978-0071387743.
- Schwab M (2008). Encyclopedia of Cancer. Springer Science & Business Media. ISBN 978-3540368472.

## Spoljašnje veze
- Tumor na veb-sajtu  (језик: енглески)

|  | Molimo Vas, obratite pažnju na važno upozorenje u vezi sa temama iz oblasti medicine (zdravlja). |